# Йертен, Сигрид
Сигрид Йертен (швед. Sigrid Hjertén; 27 октября 1885 — 24 марта 1948) — шведская художница. Считается главной фигурой шведского модернизма. Рисовала картины в течение 30 лет, приняла участие в 106 выставках. Умерла от осложнений после неудачной лоботомии в связи с заболеванием шизофренией.

## Биография
Сигрид Йертен родилась в Сундсвалле в 1885 году. Училась в Университетском колледже искусств, ремёсел и дизайна в Стокгольме, где получила профессию преподавателя рисования. В 1909 году на одной из вечеринок художественной студии Йертен встретила своего будущего мужа, двадцатилетнего Исаака Грюневальда, который учился в Париже у Анри Матисса. Грюневальд убедил Йертен, что её призвание — быть художницей. В том же 1909 году Йертен поступила в Академию Матисса. В то время говорили, что она стала любимой ученицей Матисса благодаря тонкому чувству цвета.

### 1910-е годы

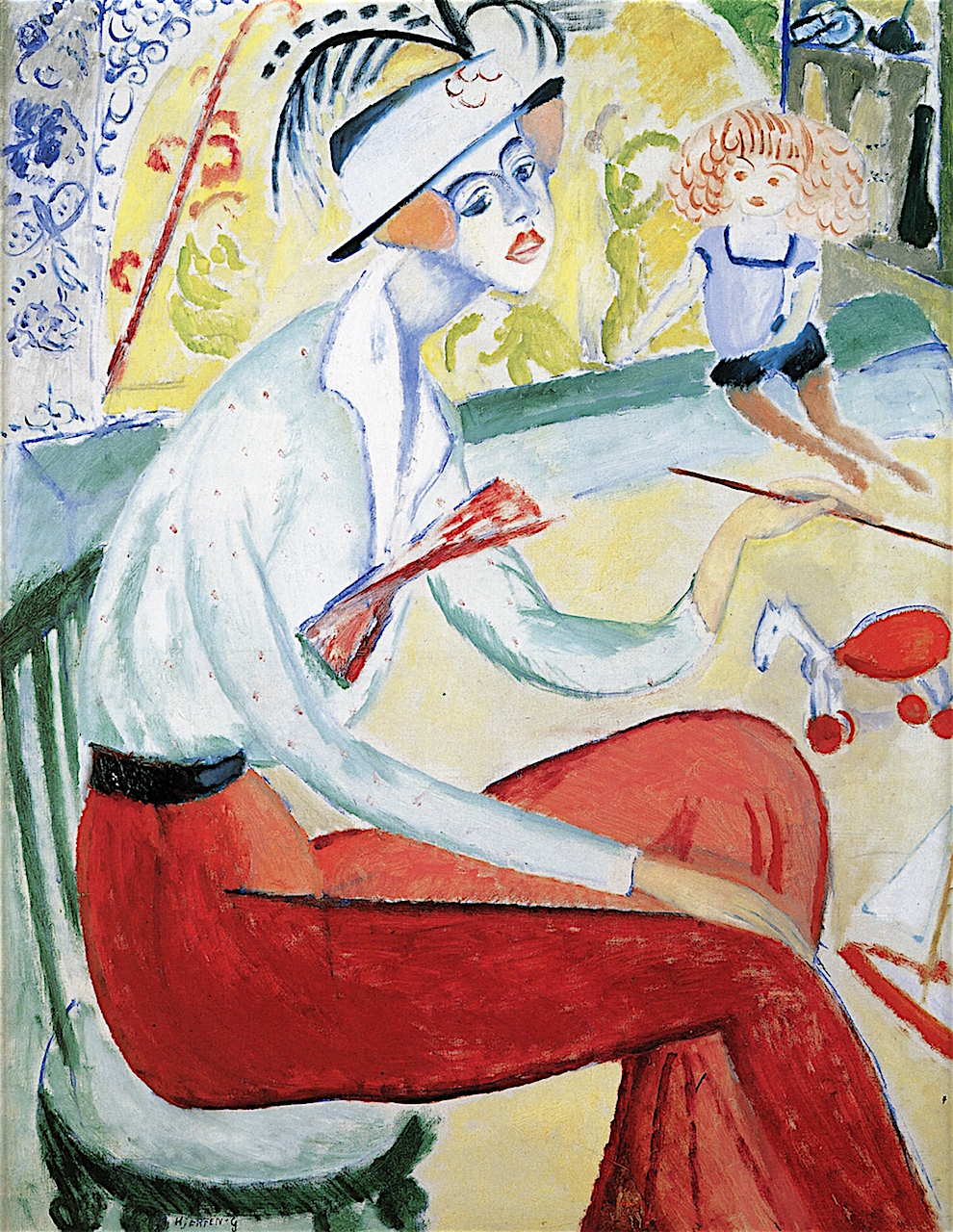
Автопортрет. 1914

Во время учёбы у Анри Матисса Йертен была поражена тем, как он и Поль Сезанн обращаются с цветом. В своих картинах она пыталась добиться того же эффекта, используя контрастные цветовые поля и упрощенные контуры, чтобы сделать изображение максимально выразительным. Йертен стремилась найти формы и цвета, которыми можно передать эмоции. В этом её творчество имеет более тесные связи с немецкими экспрессионистами, такими как Эрнст Людвиг Кирхнер, чем с французскими, предпочитавшими изящную игру линий.

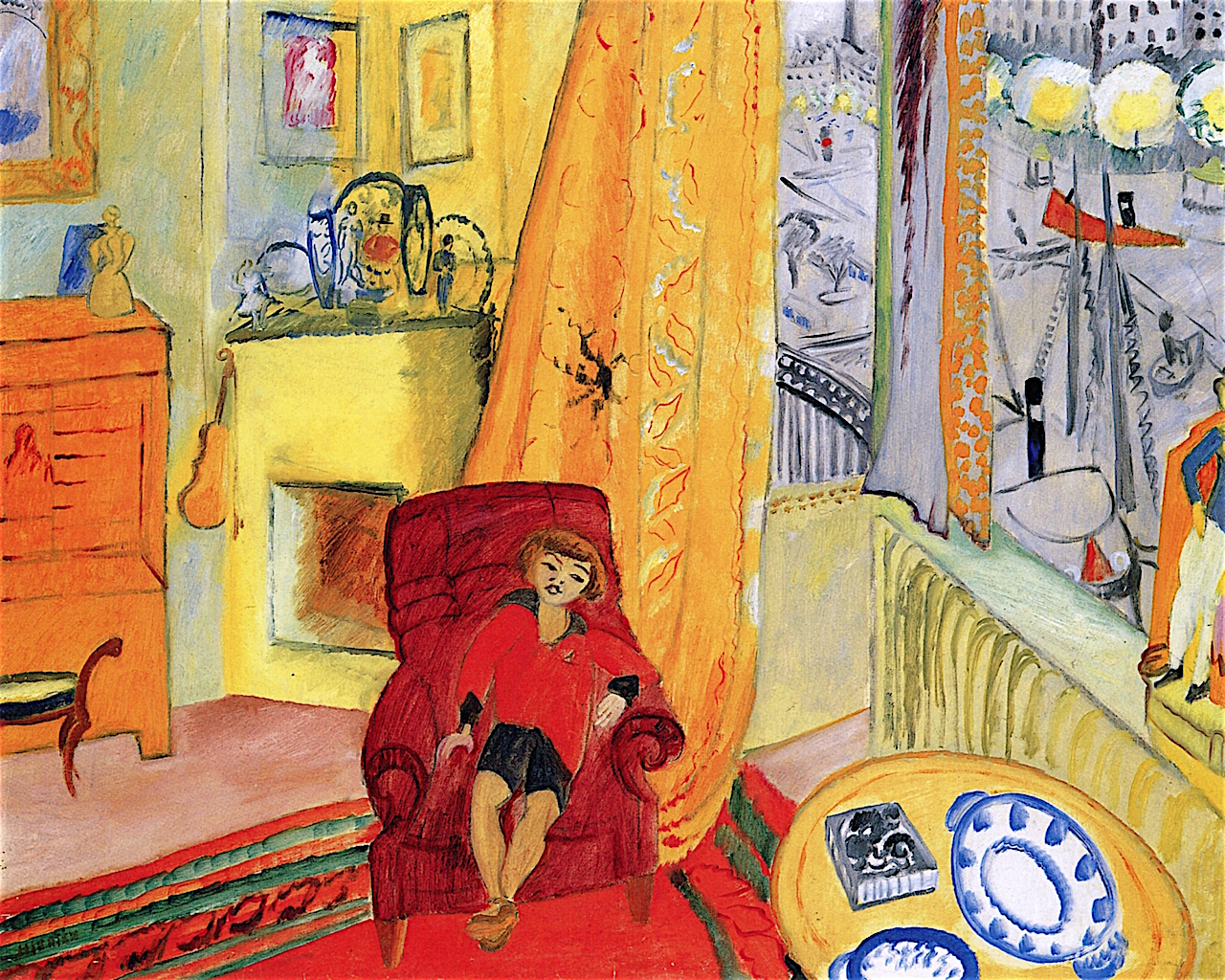
Иван в кресле. 1915

Через полтора года обучения Йертен вернулась в Швецию. В 1912 году она участвовала в групповой выставке в Стокгольме. Это стало её дебютом как художницы. В следующие десять лет она приняла участие во многих выставках как в Швеции, так и за рубежом, в частности в Берлине в 1915 году, где получила хороший приём. Сигрид Йертен также приняла участие в Expressionist Exhibition в галерее Лильевальс в Стокгольме в 1918 году вместе с двумя другими художниками. Однако критики того времени были не в восторге от её искусства.
В работах Йертен отмечают несколько этапов развития. Влияние Матисса в основном ограничивается 1910-ми годами. В течение этого десятилетия Йертен создала множество картин интерьеров и видов из окна, сначала в доме на площади Корнхамнсторг, а затем — на улице Катаринавеген. Её муж, Исаак Грюневальд, и сын Иван, как и сама Сигрид, на картинах часто становятся участниками конфликтов. В это время Йертен познакомилась с Эрнстом Юсефсоном, страдавшим от шизофрении. Его творчество оказало влияние и на Йертен.

### Ateljéinterior

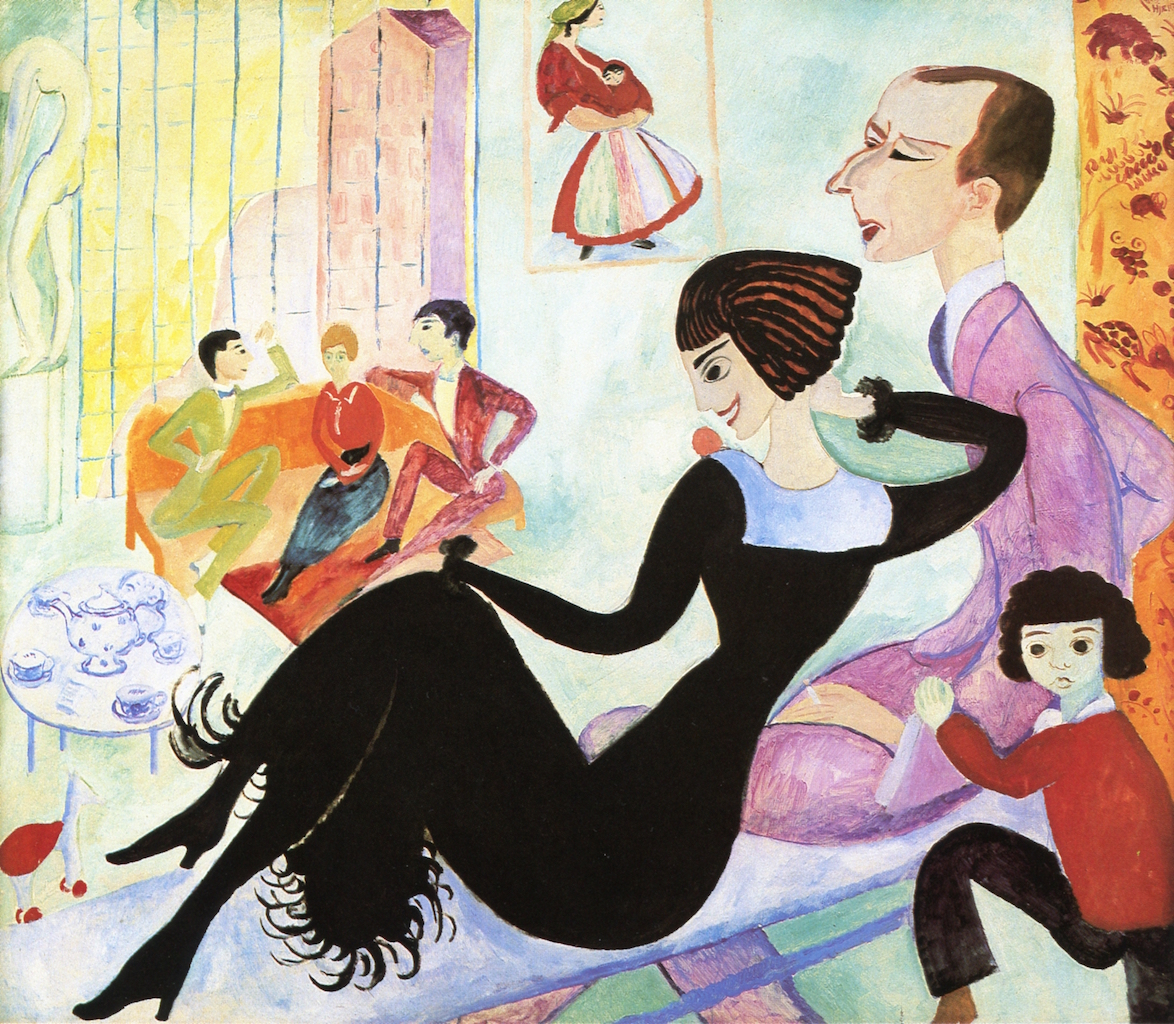
Студия художника. 1916

Ateljéinteriör («Студия художника», 1916) показывает, как радикальна была Йертен для своего времени. Картина изображает её как художницу, женщину и мать: разные личности в разных мирах. Йертен сидит на диване между двух художников: её мужем, Исааком Грюневальдом, и, возможно, Эйнаром Йолином, — которые разговаривают друг с другом поверх её головы. Большие голубые глаза Йертен смотрят вдаль. На переднем плане женщина, одетая в чёрное, опирающаяся на мужскую фигуру, возможно, художника Нильса фон Дардела. Сын Иван карабкается наверх в правом углу. На заднем плане можно разглядеть одну из картин Йертен — Zigenarkvinna («Цыганка»). Ateljéinteriör и Den röda rullgardinen («Красная штора», с 1916) — вызывающие картины, которые в последние годы породили новые интерпретации на основе современных гендерных исследований, что раскрыло новые стороны частной жизни художницы.

### 1920-е годы

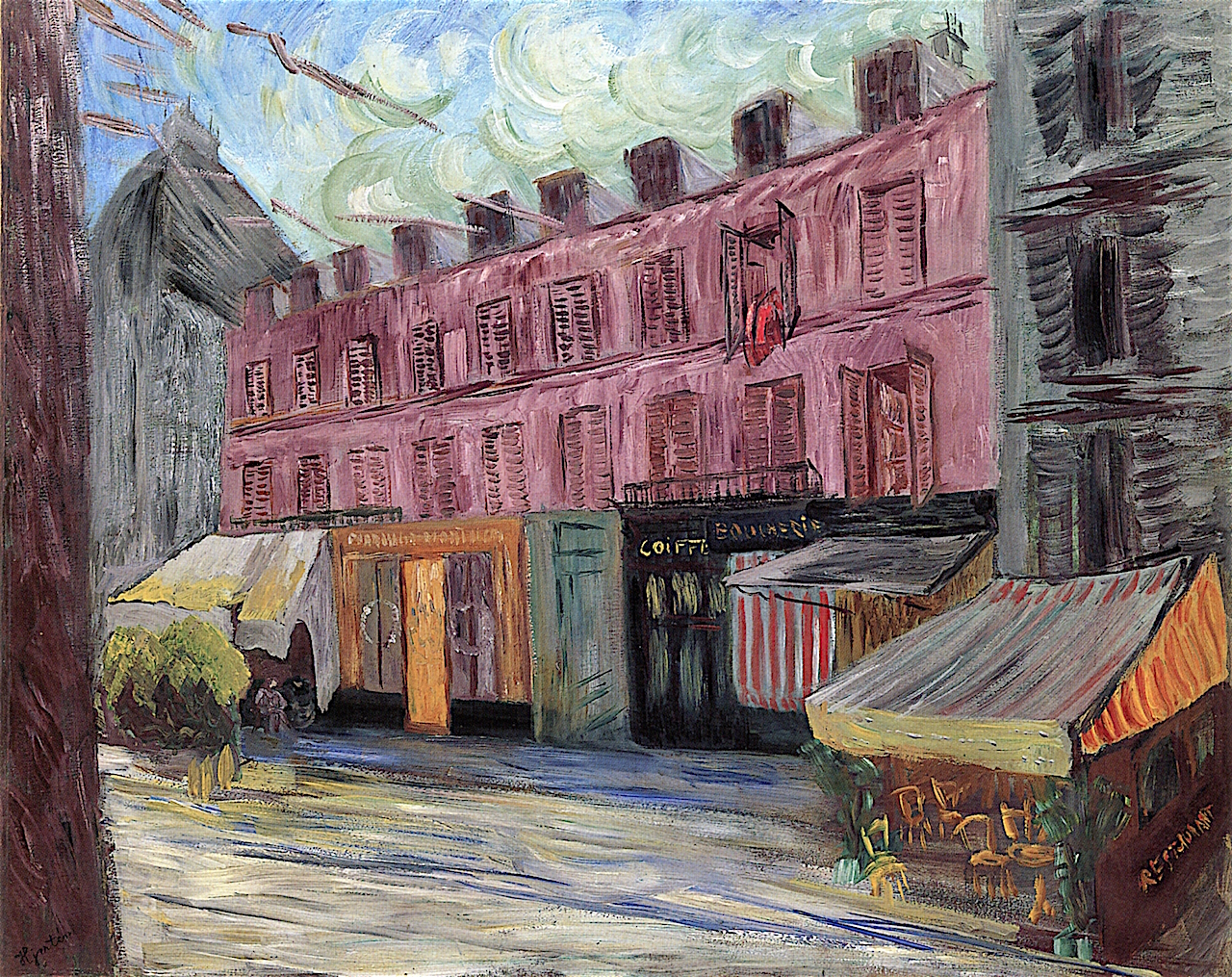
Парижская улица. 1928

Между 1920 и 1932 годом Йертен с семьёй жила в Париже и в поисках натуры много путешествовала по французскому селу и Итальянской Ривьере. Это был период относительной гармонии в живописи Йертен, но количество выставок оказалось небольшим. Её муж часто бывал в Стокгольме, где сделал блестящую карьеру. В конце 1920-х Йертен всё чаще страдала от различных психосоматических заболеваний, жаловалась на одиночество.
С течением времени в её работах наблюдается рост напряжения, которое достигает апогея, когда болезнь заставляет Йертен прекратить заниматься живописью. В конце 1920-х годов, во время уединённой жизни во Франции, в картинах появляются холодные и тёмные тона. Повторяющиеся диагональные штрихи помогают придать картинам напряженность. В 1930-е годы появляются новые мотивы, которые характеризуются мрачными тонами, растущими тучами и чувством покинутости.

### 1930-е годы

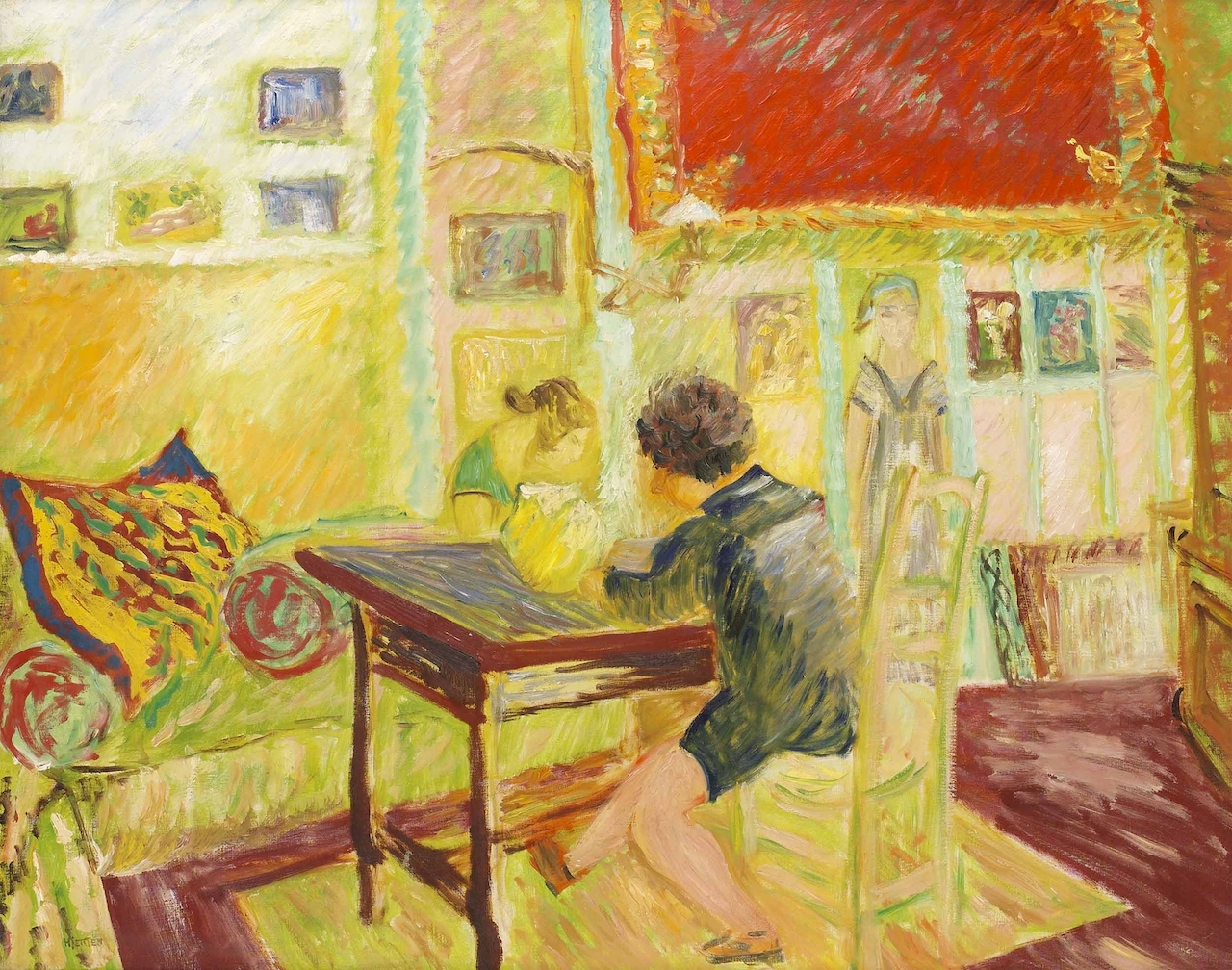
Интерьер. 1930

В 1932 году Йертен решила вернуться в Стокгольм, но во время сборов потеряла сознание. Попав в Швецию, она на время оказалась в психиатрической больнице Бекомберга с симптомами шизофрении. Состояние художницы временами улучшалось, и следующие два года, с 1932 по 1934, её творческий талант раскрылся с максимальной силой. Она работала как одержимая, стремясь выразить в картинах перегружающие её чувства. Каждый день Йертен рисовала по картине, создавая художественную хронологию своей жизни, как отмечено в интервью шведскому журналу Paletten. Некоторые картины наводят ужас, в то время как другие излучают тепло и гармонию.

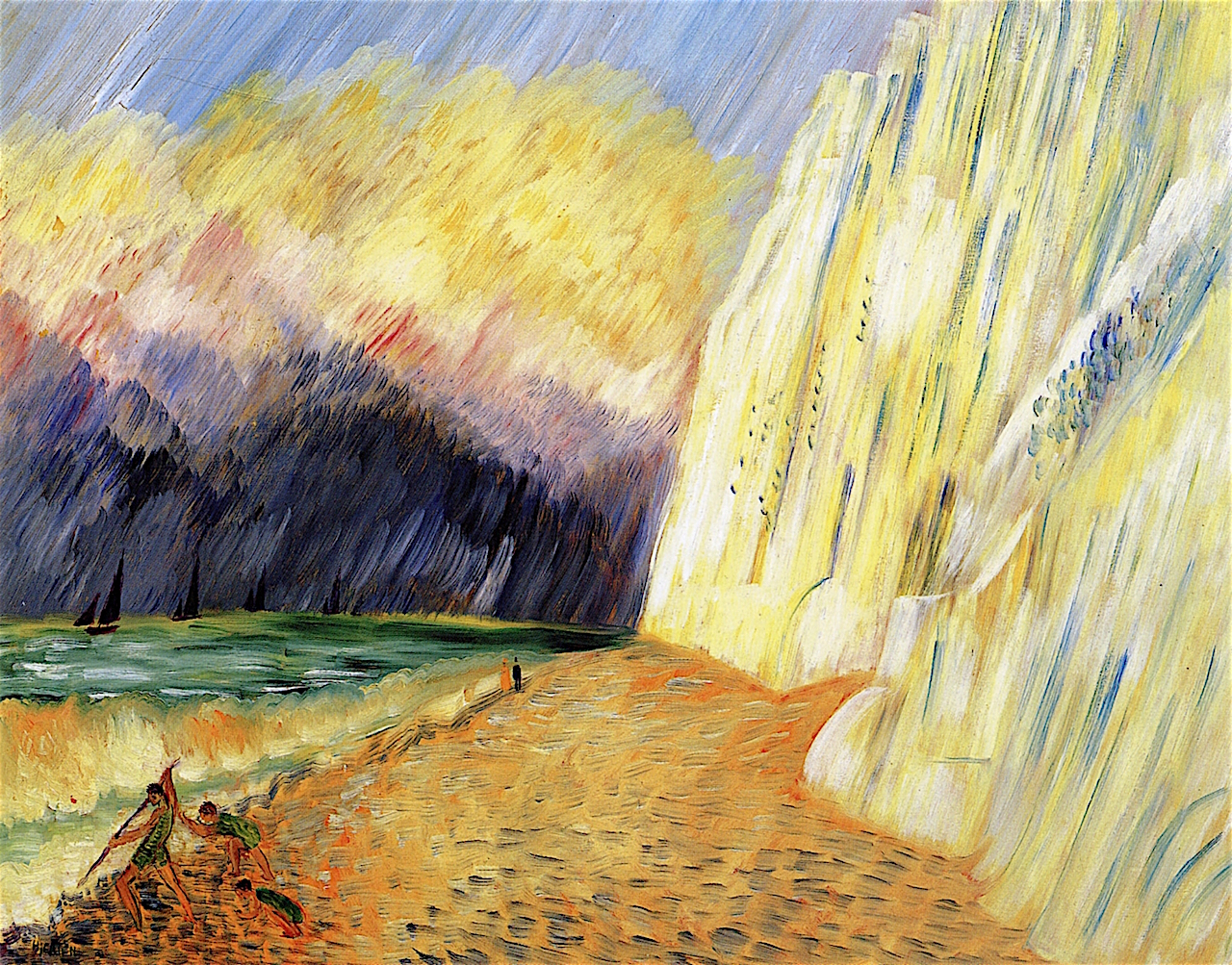
Меловые скалы. 1933

В 1934 году Йертен вместе с семьёй путешествует по югу Европы, где продолжает рисовать. В 1935 году критики, наконец, признают её талант, когда проходит её совместная с Грюневальдом выставка в Гётеборге. Тем не менее большинство современных ей критиков негативно, и даже презрительно, отзывались о картинах Йертен, многие писали оскорбительные рецензии. Её картины назвались «идиотскими», «вздорными», «пугающими» и «результатом увечья».
Только в 1936 году Йертен обретает общественное признание и проводит персональную выставку в Королевской академии искусств в Стокгольме. «После просмотра около 500 произведений, попавших в её ретроспективу 1936 года, критики были единодушны: выставка расценена как один из самых замечательных сезонов, а Сигрид Йертен отмечена как один из величайших и наиболее оригинальных художников-модернистов Швеции. Таким образом, она получила признание — но слишком поздно».
Исаак Грюневальд, который на протяжении брака имел много любовниц, развёлся с Йертен и вновь женился. Он и его новая жена погибли в авиакатастрофе в 1946 году.
В конце 1930-х годов Йертен страдала от обострений психического заболевания, с диагностированной шизофренией её поместили в психиатрическую больницу Бекомберга, где художница провела оставшуюся часть жизни. После 1938 года она мало рисовала, а в 1948 году, после неудачной лоботомии, проведённой из-за приступов ярости и нападений на персонал больницы, скончалась.

### Наследие
Общее число картин, созданных Сигрид Йертен, составляет чуть более 500. Также оставила множество эскизов, акварелей и рисунков. Йертен приходилось бороться с предрассудками своего времени на протяжении всей карьеры. Её картины кажутся очень личными для эпохи, в которую они были сделаны, когда умы художников занимали вопросы цвета и формы. Её интерес к человеку часто проявляется в драматической, даже театральной композиции, в то время как подход к цвету был эмоциональным и теоретическим.